# Pamiętowo
Pamiętowo (niem. Pantau) – wieś w Polsce położona w województwie kujawsko-pomorskim, w powiecie tucholskim, w gminie Kęsowo przy drodze wojewódzkiej nr 241.
W latach 1975–1998 miejscowość administracyjnie należała do województwa bydgoskiego. Według Narodowego Spisu Powszechnego w 2011 roku liczyła 241 mieszkańców i (ex aequo z miejscowością Tuchółka), była ósmą co do wielkości miejscowością gminy Kęsowo.